# Inception / Nostalgia
Inception / Nostalgia ist ein Kompilationsalbum der Bee Gees, das 1970 als Doppelalbum veröffentlicht wurde.

## Produktion
Die Bee Gees hatten 1966 einen neuen Plattenvertrag mit Spin, dem neuen Label des Produzenten Nat Kipner. Dieser schickte die Brüder in das St. Clair Studio im australischen Hurstville, das von Ossie Byrne betrieben wurde. Dort sollten sich die Bee Gees, allesamt noch Teenager, als Band finden, Dinge ausprobieren, komponieren und mit anderen Künstlern zusammenarbeiten. In dieser Zeit entstanden Aufnahmen für mehrere Alben, und Aufnahmen mit Musikern wie Python Lee Jackson, Steve And The Board, Ronnie Burns, dem späteren Gitarrist der Bee Gees Vince Melouney, Barrington Davis, The Mystics und vielen anderen. Auch Schlagzeuger Colin Petersen war bereits mit von der Partie. Erste Kompositionen von Robin Gibb und Maurice Gibb entstanden ebenso, wie die ersten gemeinschaftlichen Arbeiten aller drei Brüder, und Coverversionen von Beatles-Songs oder Klassikern von Ray Charles und Bobby Darin.
Ein Ergebnis dieser Zeit in Hurstville war das Album »Spicks and Specks«, das im Sommer 1966 bereits fertig war, allerdings erst im Herbst des Jahres erschien. Der Großteil der Aufnahmen blieb jedoch unveröffentlicht und war offenbar auch nie zur Veröffentlichung vorgesehen, z. T. weil es sich um Demoversionen für andere Künstler handelte, z. T. weil die Qualität oft sehr fragwürdig war.
Die 24 Titel des Albums »Inception / Nostalgia« speisen sich ausnahmslos aus diesen unveröffentlichten Aufnahmen aus dem Jahr 1966. Darunter befindet sich die erste Version der Barry-Gibb-Komposition „In the Morning“, zwei Jahre später von Nina Simone bekannt gemacht und im Laufe der Jahre eine der meistgecoverten Bee-Gees-Titel überhaupt. „Like Nobody Else“ war ein Demo für die Spanier Los Bravos, die den Titel 1966 als Single veröffentlichten. „I’ll Know What to Do“, „Terrible Way to Treat Your Baby“, „Butterfly“, „Coalman“, „Exit Stage Right“ und „Top Hat“ waren Demos für Ronnie Burns und „All by Myself“ ist ein Outtake des Albums »Spicks and Specks«.
Die Coverversionen waren dagegen eher zufällig entstanden. Die Brüder fanden im Studio Backingtracks unterschiedlichster Hits und nahmen dazu eine Gesangsspur auf. Auf den Beatles-Titeln „You Won’t See Me“, „Ticket to Ride“ und „Paperback Writer“, sowie auf „Daydream“ von John Sebastian, zu dem Zeitpunkt aktuelle Hits, hört man jedoch deutlich die Begleitband der Bee Gees, so dass man davon ausgehen kann, dass es sich hierbei offenbar um Fingerübungen der Band handelte.
Mit Rare, Precious and Beautiful waren in Europa und den USA 1968 bereits drei Alben mit frühem Material der Bee Gees aus ihrer australischen Zeit erschienen. Insgesamt 36 Titel, die mit der Musik, die die Band ab 1967 in England produzierte, nur wenig gemein hatte. Im Sommer 1970 erschien dann, während die Bee Gees längst ihre Auflösung bekannt gegeben hatten, »Inception / Nostalgia« mit 24 weiteren Titeln, von deren Existenz die Öffentlichkeit bis dahin keine Ahnung hatte.
»Inception / Nostalgia« erschien nur in Deutschland, Frankreich und – zwei Jahre später – in Japan.

## Trackliste
Inception
- A1. In the Morning (Barry Gibb)
- A2. Like Nobody Else (Barry, Robin & Maurice Gibb)
- A3. Daydream (John Sebastian)
- A4. Lonely Winter (Carl Keats)
- A5. You’re the Reason (Edwards, Henley, Fell)
- A6. Coalman (Barry, Robin & Maurice Gibb)
- B1. Butterfly (Barry, Robin & Maurice Gibb)
- B2. Storm (Barry, Robin & Maurice Gibb)
- B3. Lum-De-Loo (Robin Gibb)
- B4. You’re Nobody till Somebody Loves You (Cavanaugh, Stock, Morgan)
- B5. You Won’t See Me (Lennon-McCartney)
- B6. The End (Kronds, Jackson)

Nostalgia
- C1. I’ll Know What to Do (Barry, Robin & Maurice Gibb)
- C2. All By Myself (Maurice Gibb)
- C3. Ticket to Ride (Lennon-McCartney)
- C4. I Love You Because (Leon Payne)
- C5. Paperback Writer (Lennon-McCartney)
- C6. Somewhere (Leonard Bernstein, Stephen Sondheim)
- D1. The Twelfth of Never (Livingston, Webster)
- D2. Forever (Barry, Robin & Maurice Gibb)
- D3. Top Hat (Barry Gibb)
- D4. Hallelujah, I Love Her So (Ray Charles)
- D5. Terrible Way to Treat Your Baby (Barry, Robin & Maurice Gibb)
- D6. Exit Stage Right (Barry, Robin & Maurice Gibb)

## Ausgaben
Das Album erschien 1970 auf dem Polydor Billiglabel Karussell. Da sämtliche Aufnahmen nur in Mono vorlagen, bekamen sie für diese Veröffentlichung einen elektronisch bearbeiteten Stereomix. 1998 erschienen alle Songs des Doppelalbums im originalen Monomix auf der CD »Brilliant from Birth« bei Festival Records in Australien. Bis 1978 erschienen immer wieder Teile des Albums auf Zusammenstellungen in verschiedenen südamerikanischen Ländern und Australien.
- 1970: Karussell 2674 002 (2LP)

## Rezeption
Da es sich bei einem großen Teil der Aufnahmen dieses Albums um Demoaufnahmen handelt, die dem Musikverlag der Bee Gees zur Verfügung gestellt wurden, sind tatsächlich eine ganze Reihe der Songs von verschiedenen Musikern aufgenommen worden. Die Briten The Marmalade veröffentlichten „Butterfly“ 1969 als Single, Family Dogg spielten „Storm“ ein und Cliff Aungier war einer der ersten, der „In the Morning“ in sein Repertoire aufnahm. Ihm folgten später Nina Simone, Esther & Abi Ofarim, Love Generation, Tracy Rogers, Lulu, Cora & Frank („Jeden Morgen“), John Holt, Frank Schöbel („Dieser Morgen“), Marie Little u. v. a.

## Trivia
Das Album galt lange als die rarste Schallplatte der Bee Gees.